# Cyclopera similis
Cyclopera similis là một loài bướm đêm trong họ Noctuidae.